# برايان ويذرسبون
برايان ويذرسبون (بالإنجليزية: Brian Witherspoon)‏ هو لاعب كرة قدم أمريكية أمريكي، ولد في 5 يونيو 1985 في بتلر في الولايات المتحدة.

## وصلات خارجية
- برايان ويذرسبون على موقع الاتحاد الدولي لألعاب القوى (الإنجليزية)
- برايان ويذرسبون على موقع مرجع كرة القدم المحترفة.كوم (الإنجليزية)